# G.I. Joe (Filmreihe)

G.I-Joe-Logo

G.I. Joe ist eine US-amerikanische Science-Fiction-Actionfilmreihe basierend auf dem gleichnamigen Spielzeug. Die Originalreihe besteht aus G.I. Joe – Geheimauftrag Cobra (2009) und G.I. Joe – Die Abrechnung (2013). 2021 erschien mit Snake Eyes: G.I. Joe Origins ein Reboot der Filmreihe, welches sich auf den Charakter Snake Eyes konzentrierte. Der vierte Film mit dem Titel G.I. Joe Ever Vigilant ist derzeit in Produktion.

## Filme
| Titel                          | Veröffentlichungsdatum (Deutschland) | Regie            | Drehbuch                                           | Geschichte                                         | Produktion                                         |
| Originalreihe                  | Originalreihe                        | Originalreihe    | Originalreihe                                      | Originalreihe                                      | Originalreihe                                      |
| ------------------------------ | ------------------------------------ | ---------------- | -------------------------------------------------- | -------------------------------------------------- | -------------------------------------------------- |
| G.I. Joe – Geheimauftrag Cobra | 13. August 2009                      | Stephen Sommers  | Stuart Beattie, David Elliot, Paul Lovett          | Michael B. Gordon, Stuart Beattie, Stephen Sommers | Lorenzo di Bonaventura, Bob Ducsay, Brian Goldner  |
| G.I. Joe – Die Abrechnung      | 28. März 2013                        | Jon M. Chu       | Rhett Reese, Paul Wernick                          | Rhett Reese, Paul Wernick                          | Lorenzo di Bonaventura, Brian Goldner              |
| Reboot                         |                                      |                  |                                                    |                                                    |                                                    |
| Snake Eyes: G.I. Joe Origins   | 19. August 2021                      | Robert Schwentke | Evan Spiliotopoulos, Joe Shrapnel, Anna Waterhouse | Evan Spiliotopoulos                                | Lorenzo di Bonaventura, Brian Goldner, Erik Howsam |

## Fernsehserie
Im Februar 2021 wurde eine unbenannte Spin-Off Fernsehserie angekündigt, die Lady Jaye in den Vordergrund stellt. Die Serie wird von Erik Oleson entwickelt und Lorenzo Di Bonaventura wird als Co-Executive Producer fungieren. Die Serie ist eine Joint Venture-Produktion zwischen Paramount Television Studios, Entertainment One, Skydance Media und Prime Video, die dort auch veröffentlicht wird.

## Wiederkehrende Charaktere
| Rolle                                  | Film                           | Film                      | Film                         | Synchronisation                     |
| Rolle                                  | G.I. Joe – Geheimauftrag Cobra | G.I. Joe – Die Abrechnung | Snake Eyes: G.I. Joe Origins | Synchronisation                     |
| -------------------------------------- | ------------------------------ | ------------------------- | ---------------------------- | ----------------------------------- |
| Snake Eyes                             | Ray ParkLeo Howard 1           | Ray ParkLeo Howard 1      | Henry Golding                | Leo Vornberger 1 Tobias Nath 3      |
| Thomas „Tommy“ Arashikage Storm Shadow | Lee Byung-hun                  | Lee Byung-hun             | Andrew Koji                  | Dennis Schmidt-Foß Julien Haggège 3 |
| Hard Master                            | Gerald Okamura                 | Archiv                    | Iko Uwais                    | Yūhei Satō                          |
| Conrad S. Hauser Duke                  | Channing Tatum                 | Channing Tatum            |                              | Jan-David Rönfeldt                  |
| Rex Lewis Cobra Commander              | Joseph Gordon-Levitt           | Luke Bracey (Stimme)      |                              | Florian Halm                        |
| Zartan                                 | Arnold Vosloo                  | Arnold Vosloo             |                              | Leon Boden                          |
| Präsident der Vereinigten Staaten      | Jonathan Pryce                 | Jonathan Pryce            |                              | Lutz Riedel                         |
| Shana O’Hara Scarlett                  | Rachel Nichols                 |                           | Samara Weaving               | Natascha Geisler                    |
| Ana Lewis Die Baroness                 | Sienna Miller                  |                           | Úrsula Corberó               | Luise Helm                          |
| Blind Master                           |                                | RZA                       | Peter Mensah                 | Jan Spitzer                         |

## Rezeption

### Einspielergebnisse
Stand: 27. Februar 2023
| Film                           | Einspielergebnisse in US-Dollar | Einspielergebnisse in US-Dollar | Einspielergebnisse in US-Dollar | Budget        |
| Film                           | Nordamerika                     | Deutschland                     | Weltweit                        | Budget        |
| ------------------------------ | ------------------------------- | ------------------------------- | ------------------------------- | ------------- |
| G.I. Joe – Geheimauftrag Cobra | 150.201.498                     | 3.929.561                       | 302.469.017                     | 175 Millionen |
| G.I. Joe – Die Abrechnung      | 122.523.060                     | 11.043.522                      | 375.740.705                     | 130 Millionen |
| Snake Eyes: G.I. Joe Origins   | 28.264.325                      | 183.793                         | 40.064.325                      | 88 Millionen  |
| Gesamt:                        | 300.988.883                     | 15.156.876                      | 718.274.047                     | 393 Millionen |

### Kritiken
Stand: 27. Februar 2023
| Film                           | Rotten Tomatoes     | Metacritic       | IMDb                      |
| ------------------------------ | ------------------- | ---------------- | ------------------------- |
| G.I. Joe – Geheimauftrag Cobra | 33 % (169 Kritiken) | 32 (25 Kritiken) | 5,7 (210.698 Bewertungen) |
| G.I. Joe – Die Abrechnung      | 28 % (183 Kritiken) | 41 (31 Kritiken) | 5,7 (183.344 Bewertungen) |
| Snake Eyes: G.I. Joe Origins   | 35 % (145 Kritiken) | 43 (32 Kritiken) | 5,4 (40.454 Bewertungen)  |

### Auszeichnungen (Auswahl)
G.I. Joe – Geheimauftrag Cobra konnte 1 Goldene Himbeere gewinnen und wurde für 5 nominiert. Die anderen beiden Filme wurden für keine Goldene Himbeere nominiert.

#### Goldene Himbeere
- Auszeichnung in der Kategorie Schlechteste Nebendarstellerin für Sienna Miller
- Nominierung in der Kategorie Schlechtester Film
- Nominierung in der Kategorie Schlechtestes Drehbuch für Stuart Beattie, David Elliot und Paul Lovett
- Nominierung in der Kategorie Schlechteste Regie für Stephen Sommers
- Nominierung in der Kategorie Schlechtester Nebendarsteller für Marlon Wayans
- Nominierung in der Kategorie Schlechteste Neuverfilmung oder Fortsetzung

## Zukunft

### Transformers-Crossover
Im März 2013 gab Produzent Lorenzo di Bonaventura bekannt, dass er an der Produktion eines Crossover-Films zwischen G.I. Joe und Transformers interessiert sei. Bis Juli erklärte G.I. Joe – Die Abrechnung- Regisseur Jon M. Chu, dass er daran interessiert sei, bei dem Film Regie zu führen. Im Juni 2014 bezweifelte di Bonaventura, dass das Projekt realisiert würde, räumte jedoch ein, dass es möglich sei. Die Transformers wurden ursprünglich geschrieben, um am Ende von G.I. Joe 3 eingeführt zu werden, aber Paramount entschied sich dagegen. Im Juli 2021 sagte di Bonaventura, dass Paramount Pictures gezögert habe, grünes Licht für die Produktion des Crossovers zu geben. Jedoch erklärte er, dass das Projekt „unvermeidlich“ sei. Golding äußerte sich zum Dreh des Crossover-Films. Laut Steven Caple Jr. soll die erste Fortsetzung zu Transformers: Aufstieg der Bestien ein Crossover mit der G.I. Joe-Filmreihe werden und zum Großteil auf anderen Planeten spielen. Im April 2024 bestätigte Paramount, dass das Crossover produziert werde.

### Philip „Chuckles“ Provost-Film
Im November 2015 gab Paramount Pictures bekannt, dass die GI Joe- Reihe in Zukunft weitere Filme erhalten wird, wobei Akiva Goldsman einen Autorenraum mit Drehbuchautoren einrichten wird, um an zukünftigen Projekten zu schreiben. Im August 2019 kündigte Paramount an, dass sich ein Spin-off-Film mit Philip „Chuckles“ Provost in Entwicklung befindet. Nach Fertigstellung des Drehbuchs für GI Joe: Ever Vigilant wurden Josh Appelbaum und André Nemec als Co-Drehbuchautoren engagiert.

### Fortsetzung zu Snake Eyes: G.I. Joe Origins
Im Mai 2020 wurde bekannt gegeben, dass sich ein Folgefilm zu Snake Eyes: GI Joe Origins in Entwicklung befindet, das Drehbuch wurde von Joe Shrapnel und Anna Waterhouse geschrieben. Henry Golding wird seine Rolle als Snake Eyes wiederholen. Lorenzo di Bonaventura wird als Produzent zurückkehren, während das Projekt eine Joint-Venture-Produktion von Paramount Pictures, Metro-Goldwyn-Mayer, Entertainment One und Di Bonaventura Pictures sein wird.

## Andere Medien

### Comics
Neben den Filmen wurden einige Comics von IDW Publishing veröffentlicht:
- G.I. Joe Movie Prequel (März bis Juni 2009)
- G.I. Joe Movie Adaptation (Juli 2009)
- Snake Eyes (Oktober 2009 bis Januar 2010)
- G.I. Joe: Operation HISS (Februar bis Juni 2010)
- G.I. Joe: Retaliation Movie Prequel (Februar bis April 2012)

### Videospiele
- G.I. Joe – Geheimauftrag Cobra wurde im selben Jahr wie der gleichnamige Film für die Xbox 360, PS2, PS3, Wii, PSP, Nintendo DS und das Smartphone veröffentlicht, es spielt inhaltlich nach dem ersten Film.